# Акишево (Талдомский городской округ)
Акишево — деревня в Талдомском районе Московской области России. Входит в состав городского поселения Вербилки. Население — 5 чел. (2018).

## География
Расположена в южной части района, примерно в 22 км к югу от центра города Талдома, на региональной автодороге Р112. Ближайшие населённые пункты — деревни Батулино, Стариково и посёлок городского типа Вербилки.

## Население
| 1859 | 1905 | 1926 | 2002 | 2006 | 2010 | 2014 | 2015 | 2016 |
| ---- | ---- | ---- | ---- | ---- | ---- | ---- | ---- | ---- |
| 54   | ↗59  | ↘56  | ↘16  | ↘1   | ↗5   | ↗8   | →8   | ↘6   |
| 2017 | 2018 |      |      |      |      |      |      |      |
| ↘5   | →5   |      |      |      |      |      |      |      |

## История
В «Списке населённых мест» 1862 года Акишево — владельческая деревня 2-го стана Александровского уезда Владимирской губернии по правую сторону реки Дубны, к югу от Нушпольского болота, в 75 верстах от уездного города, при пруде, с 7 дворами и 54 жителями (21 мужчина, 33 женщины).
По данным 1905 года входила в состав Нушпольской волости Александровского уезда, в деревне было 11 дворов, проживало 59 человек.
Постановлением президиума Моссовета от 31 марта 1923 года вместе с частью селений Нушпольской волости было включено в состав Гарской волости Ленинского уезда Московской губернии.
По материалам Всесоюзной переписи населения 1926 года — деревня Стариковского сельского совета Гарской волости Ленинского уезда, проживало 56 жителей (29 мужчин, 27 женщин), насчитывалось 8 крестьянских хозяйств.
С 1929 года — населённый пункт в составе Ленинского района Кимрского округа Московской области.
В 1930 году Стариковский сельсовет вместе с также упразднённым Кушковским сельсоветом был объединён в Стариково-Гарский сельсовет.
Постановлением ЦИК и СНК от 23 июля 1930 года округа́ как административно-территориальные единицы были ликвидированы. Постановлением Президиума ВЦИК от 27 декабря 1930 года городу Ленинску было возвращено историческое наименование Талдом, а район был переименован в Талдомский.
В 1954 году Стариково-Гарский сельсовет был упразднён, а его территорию передали Павловическому сельсовету. В том же году из Павловического сельсовета Акишево было передано Гуслевскому сельсовету.
В 1994 году Московской областной думой было утверждено положение о местном самоуправлении в Московской области, сельские советы как административно-территориальные единицы были преобразованы в сельские округа.
С 1994 по 2006 год — деревня Гуслевского сельского округа Талдомского района.
С 2006 года — деревня городского поселения Вербилки Талдомского района.